# Gregorio Muccioli
Gregorio Muccioli (* 16. November 1773 in Rom; † 1837) war ein italienischer Kurienbischof.

## Leben
Er empfing am 24. September 1796 die Priesterweihe und wurde am 10. September 1806 von der Universität La Sapienza zum Doctor theologiae und Doktor der Philosophie promoviert. Gregorio Muccioli wurde Kanoniker von San Nicola in Carcere.
Am 19. April 1822 ernannte Papst Pius VII. ihn zum Titularbischof von Agathopolis. Die Bischofsweihe spendete ihm am 21. April desselben Jahres der Kardinalbischof von Albano Pietro Francesco Galleffi; Mitkonsekratoren waren Erzbischof Giovanni Francesco Falzacappa, Sekretär der Konzilskongregation, und Bischof Giuseppe Bartolomeo Menocchio OESA, Sakristan Seiner Heiligkeit. Papst Pius VIII. berief ihn am 30. April 1829 zum Konsultor der Kongregation für die Immunität.